# 新杵堂

株式会社新杵堂（しんきねどう、Shinkinedo Co., Ltd ）とは岐阜県中津川市にある和洋菓子の製造・販売を行う企業である。

## 企業概要
栗を中心とした和菓子・洋菓子の製造・販売を行っている。

## 沿革
- 1948年11月 - 創業。
- 2001年9月 - 有限会社新杵堂として法人化された。
- 2002年4月 - 株式会社新杵堂に組織変更した。

## 主な製品

### 和菓子
- 栗きんとん
- 栗粉餅
- 栗どらやき
- 栗大福
- 栗きんとん羊羹

### 洋菓子
- 渋皮入栗きんとんロール
- スーパースターロール
- あんこ生クリームロール
- ごま生クリームロール
- ニューヨークチーズケーキ